# مجرای مشترک تأسیسات
مجرای مشترک تأسیسات (انگلیسی: Utility tunnel) سازه‌ای است که در بالا یا زیر زمین قرار می‌گیرد و بیش از دو نوع خط تأسیسات عمومی را حمل می‌کند.
تونل مشترک تأسیسات (Common Utility Duct) مسیری زیر زمینی جهت قرارگیری و عبور تأسیسات شهری نظیر آب، برق، گاز، مخابرات و … است که نقش مؤثری در ساماندهی نظام مدیریت زیر ساختهای شهری، صرفه جویی در هزینه‌های زیر ساختی، تأمین ایمنی، افزایش زیبایی بصری وکاهش میزان آلودگی بصری موجود خواهد داشت.
برخی از کشورهای پیشرفته این تونل‌ها را به گونه‌ای طراحی کرده‌اند که علاوه بر پاسخ دادن به نیازهای فنی، تأسیساتی و تجهیزات شهر، می‌توان در موارد خاص و مواقع اضطراری از این مکان به عنوان پناهگاه یا مسیر دسترسی برای نجات جان شهروندان استفاده کرد. به دنبال این اقدامات، شهر از چهره‌ای شلوغ و ازدحام کابلها، سیم‌ها و تجهیزات انتقال نیرو خالی شده و از همه مهم‌تر اینکه در زمان تعمیر یا تغییر سیستم‌ها بدون هیچ‌گونه تخریب در سطح شهر می‌توان به اصلاح آن اقدام کرد و در نتیجه مدیریت زیرساخت‌های شهری و اصلاح آنها در شهر با سهولت بیشتری انجام می‌شود.

## نگارخانه

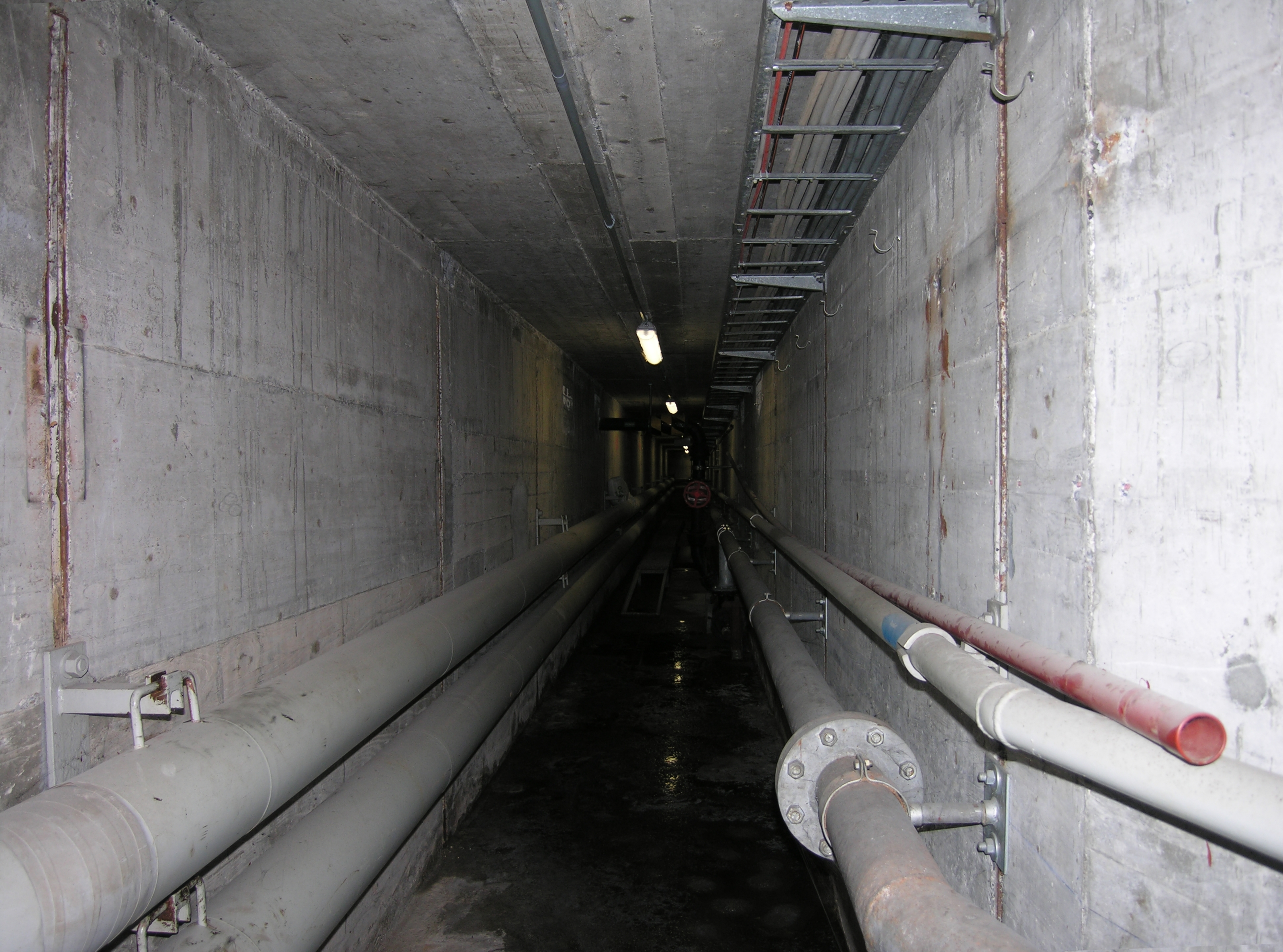
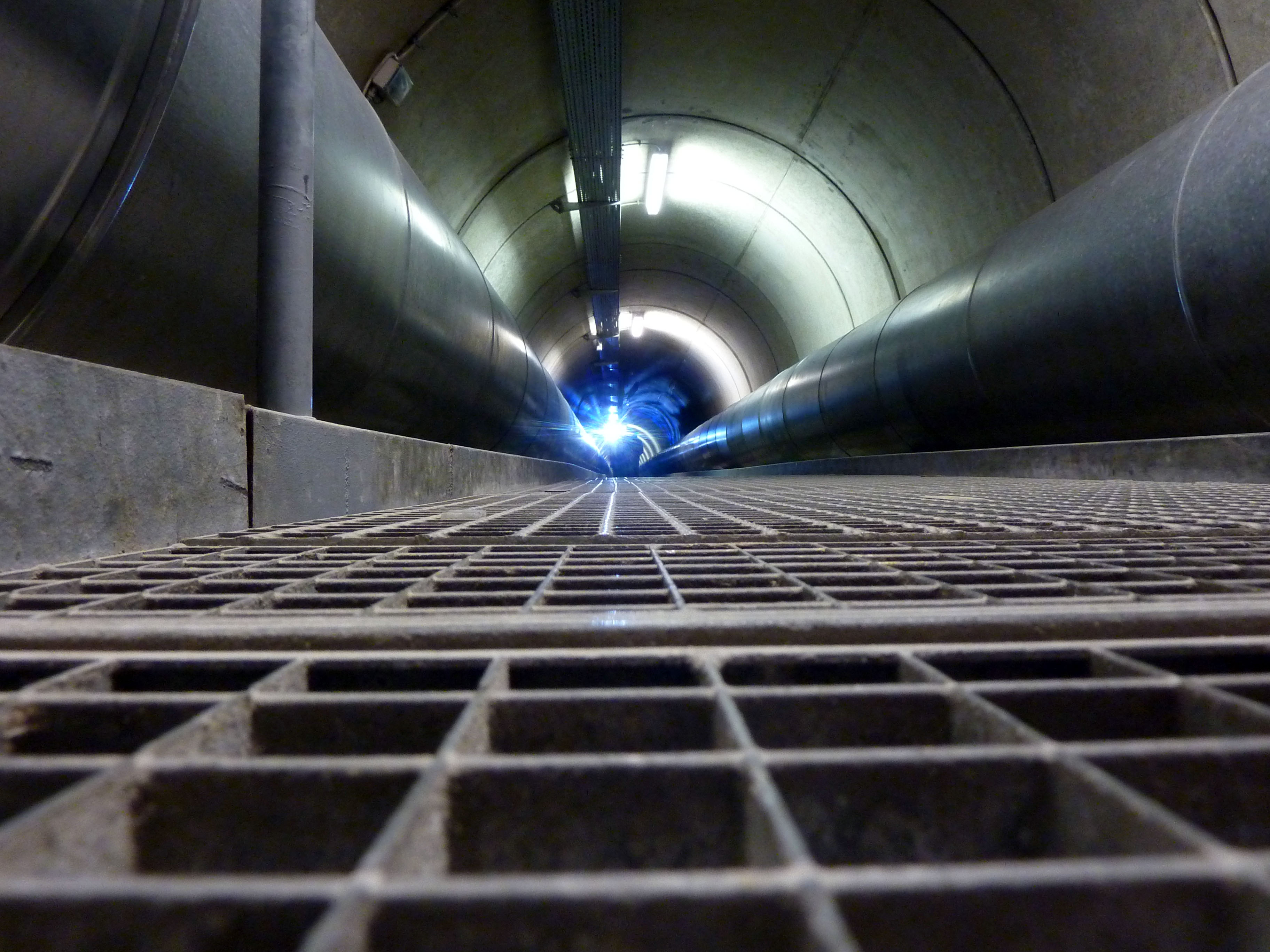
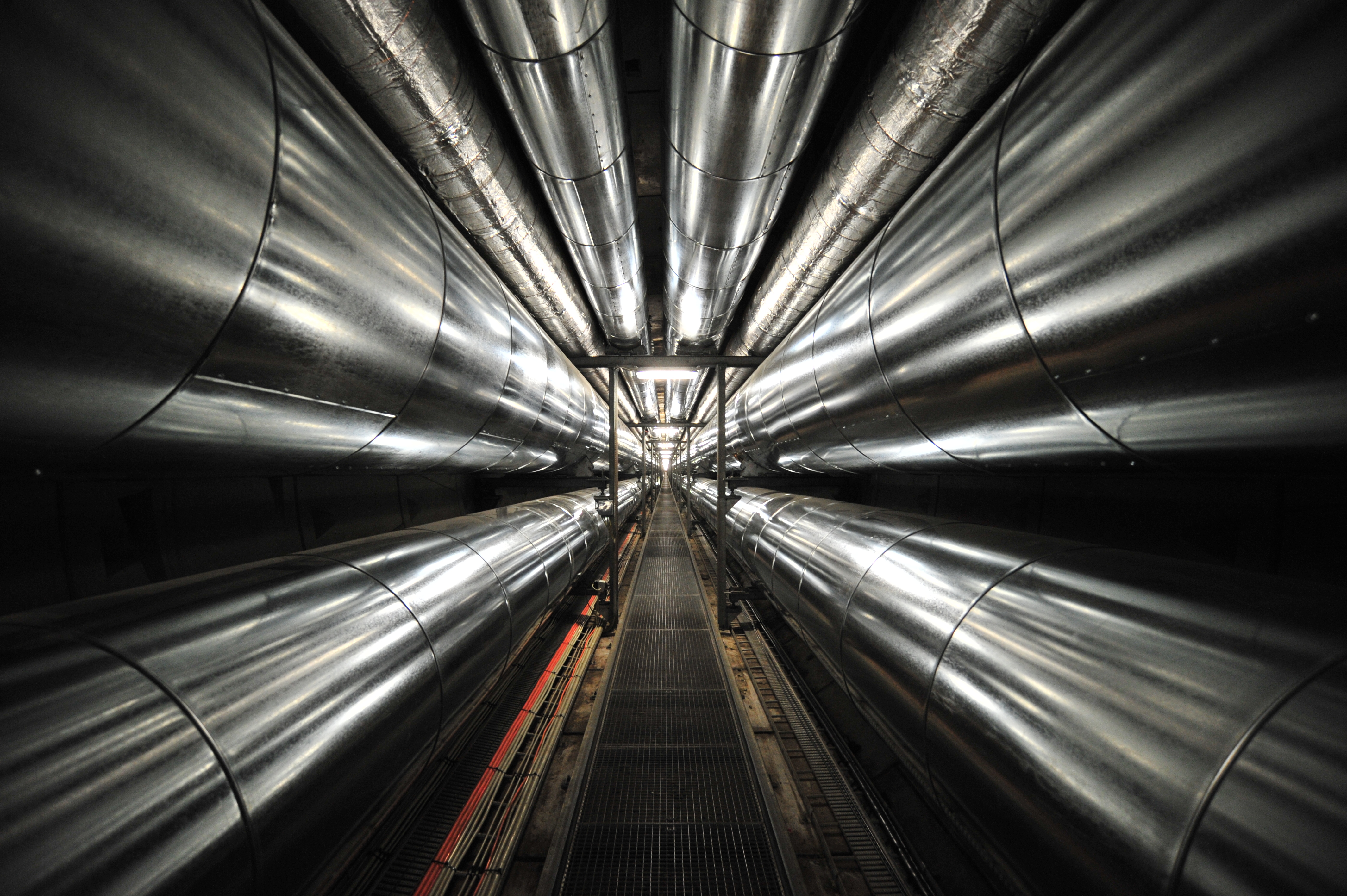
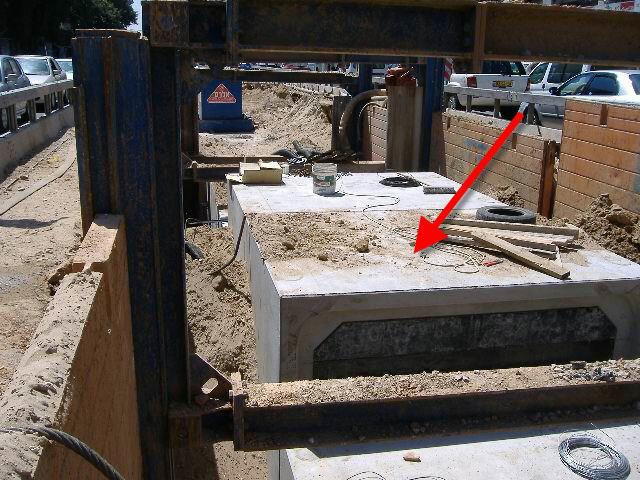
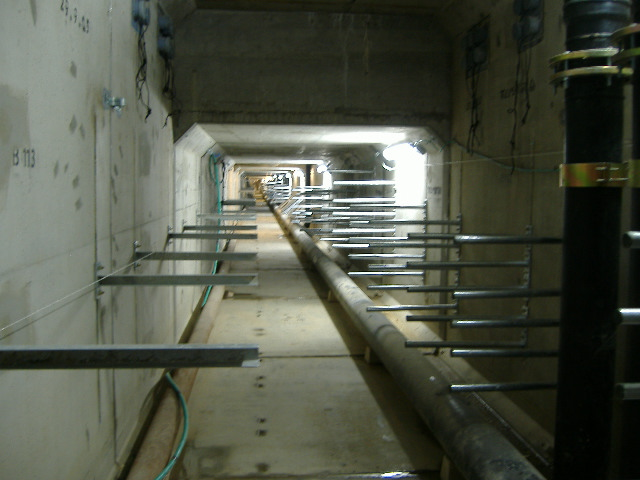
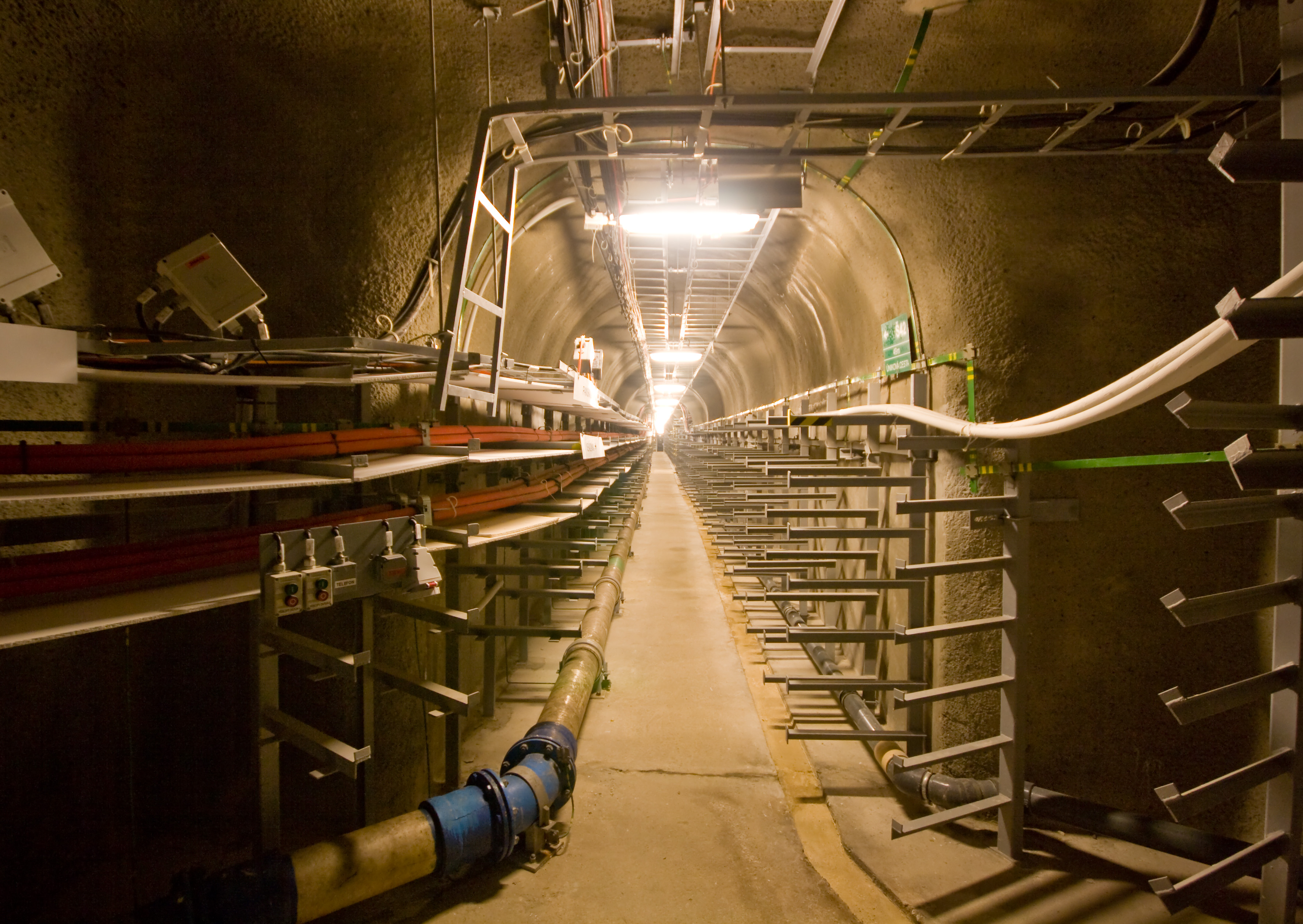
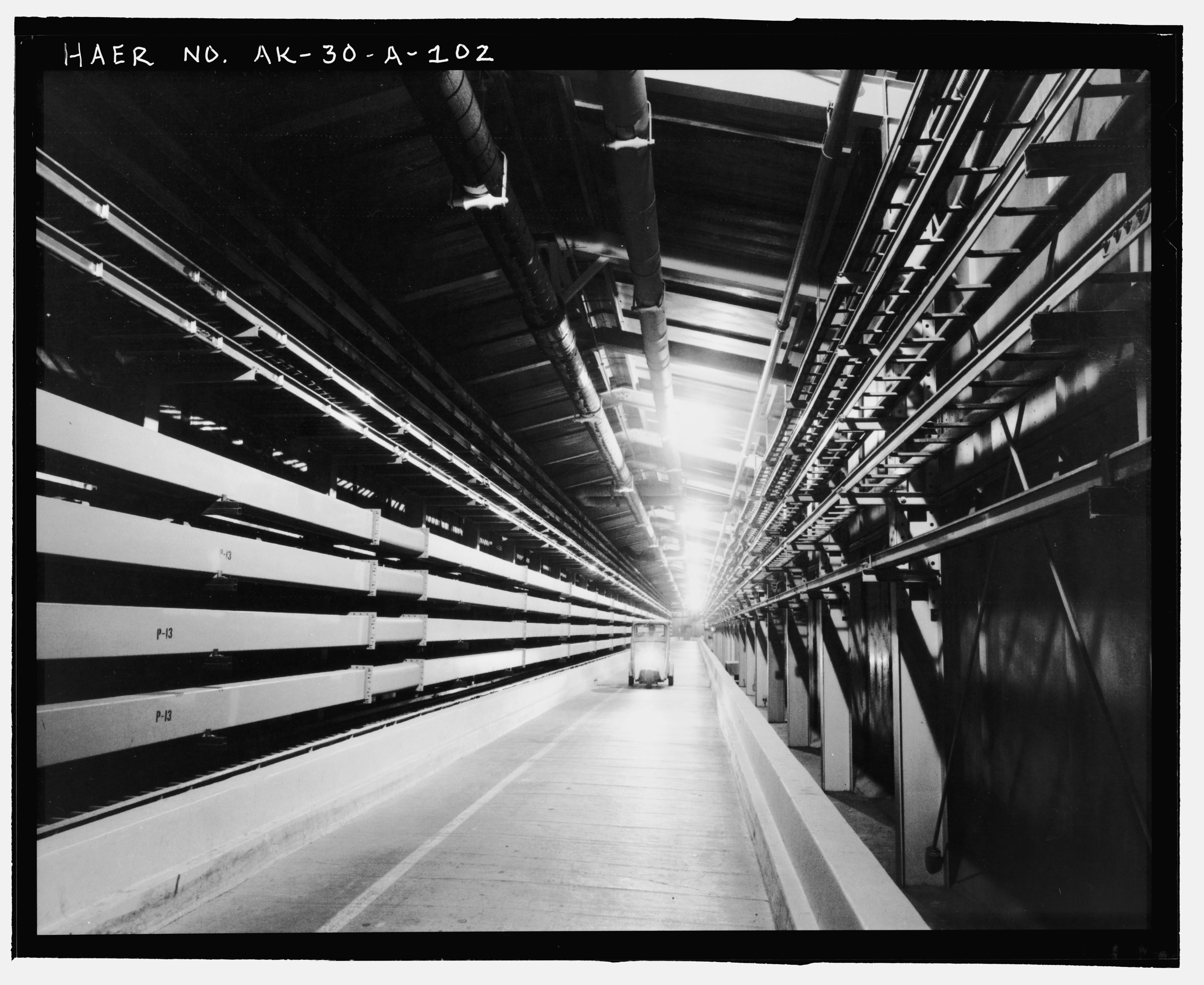
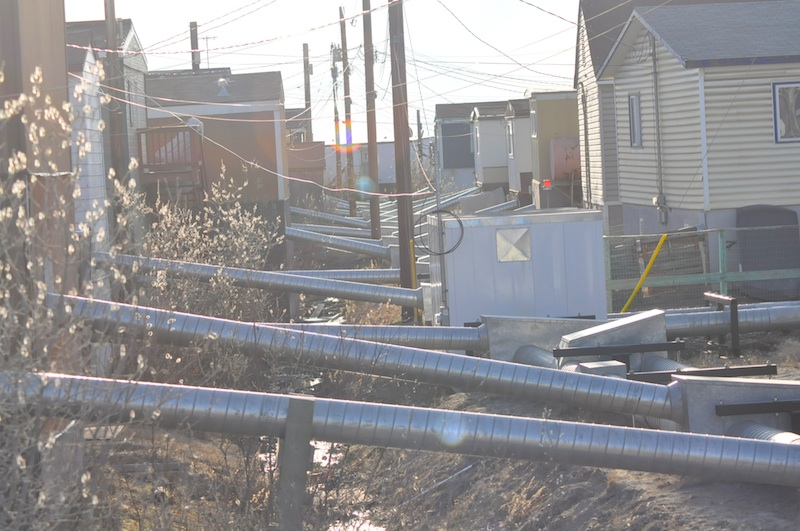
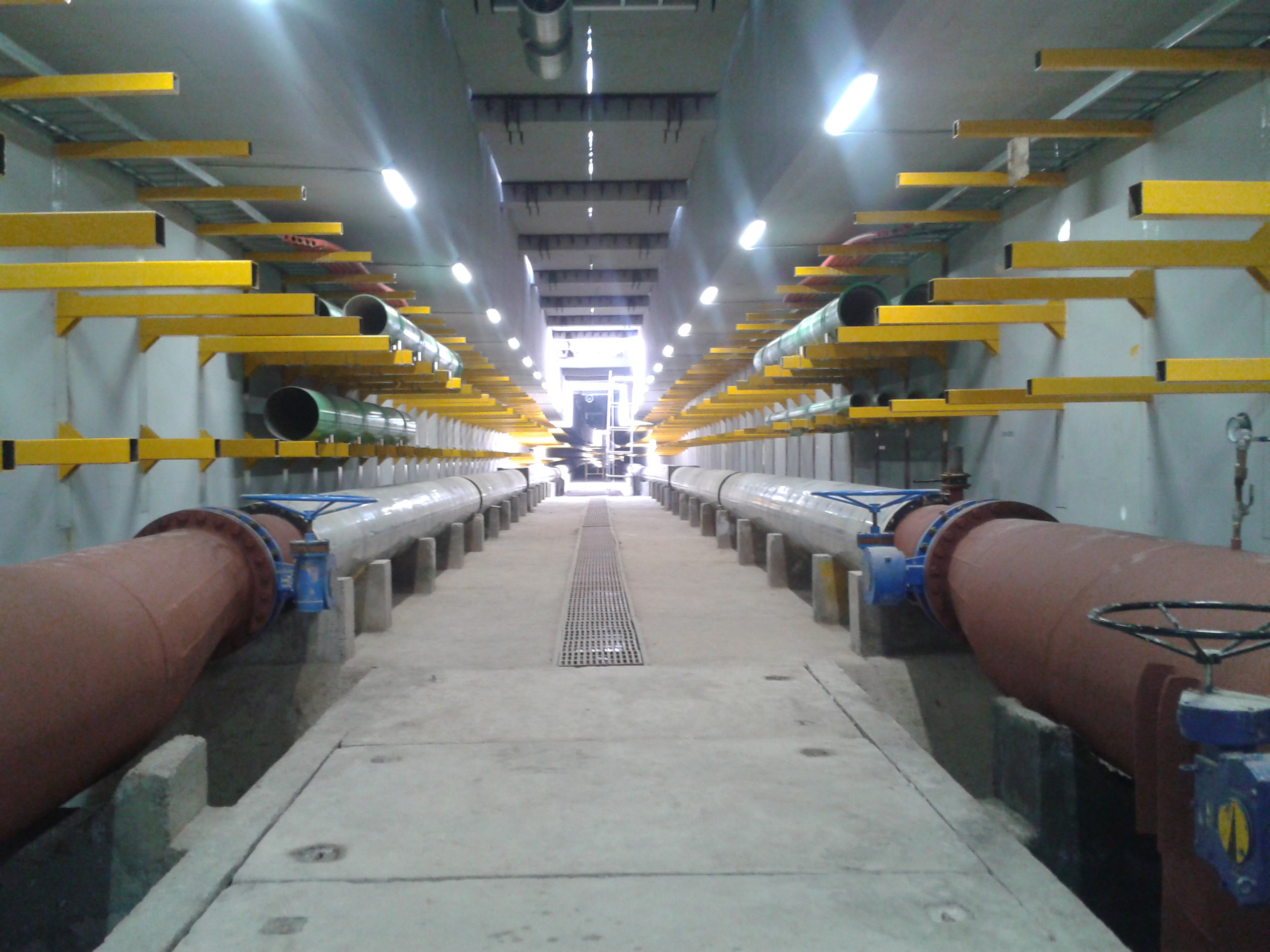
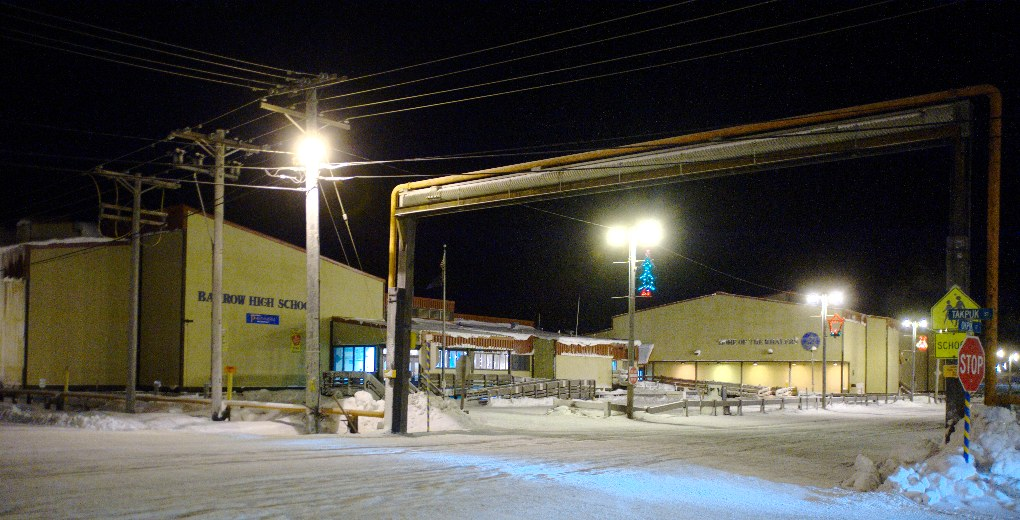